# Michael McIntyre
Michael Hazen James McIntyre (født 21. februar 1976) er en britisk Stand-up-komiker, der er kendt for at have deltaget i programmer som Live at the Apollo og Michael McIntyre's Comedy Roadshow. Han er desuden dommer i Britain's Got Talent i 2011.
Live at the Apollo (tv-serie)|

## DVD udgivelser
McIntyre har udgivet to stand-up DVD'er, Live and Laughing fra 2008 og Michael McIntyre: Hello Wembley fra 2009. Live and Laughing-DVD'en var den hurtigst sælgende debut-DVD for en stand-up-komiker i Storbritannien, mens Hello Wembley-DVD'en er den hurtigst sælgende stand-up DVD nogensinde med over 1 million solgte eksemplarer.
| Titel                     | Udgivelsesdato    | Noter                                |
| ------------------------- | ----------------- | ------------------------------------ |
| Live & Laughing           | 17. november 2008 | Live fra Hammersmith Apollo i London |
| Live 2009: Hello Wembley! | 16. november 2009 | Live fra Wembley Arena i London      |
| Live 2012                 | 12. november 2012 | Forventet udgivelsesdato             |